# ロバート・ヤマテ
ロバート・ヤマテ（Robert T. Yamate、日本名：山手 徹、1950年 - ）は、アメリカ合衆国の外交官。日系アメリカ人。日本語、フランス語、ハンガリー語を話す。

## 生い立ち
- 1973年までカリフォルニア州立工科大学ポモナ校（英語版）で学び、数学の学士号を取得[4]
- 1977年までラ・バーン大学（英語版）で学び、教育の修士号を取得[4]
- 1983年までピッツバーグ大学で学び、経営学修士号を取得[4]

## 外交経歴
- 国務省オペレーションセンター（英語版）及び在日大使館・在ハンガリー大使館で勤務[4]
- 1989年—1991年：在マダガスカル大使館行政担当官[4]
- 1991年—1994年：在モントリオール総領事館（フランス語版）管理担当官[4]
- 1994年—1996年：在西サモア（現・サモア）臨時代理大使[4]
- 1997年—1999年：国務省人事局執行部長代理[4]
- 1999年—2002年：米国在台湾協会台北事務所行政部長[4][2]
- 2002年—2004年：在ジンバブエ大使館管理担当参事官[4]
- 2004年—2006年：在コートジボワール大使館管理担当公使参事官[4]
- 2006年—2008年：在ジュネーブ国際機関政府代表部管理担当参事官[4]
- 2008年—2010年：国務省情報調査局（英語版）マルチファンクション担当官[4]
- 2010年—2013年：在セネガル大使館公館次席[4]
- 2014年：国務省試験審議会査定官[4]
- 2014年—2018年：在マダガスカル・コモロ大使[4]
- 2018年—：国務省外務統括官上級顧問[5]